# Dougga

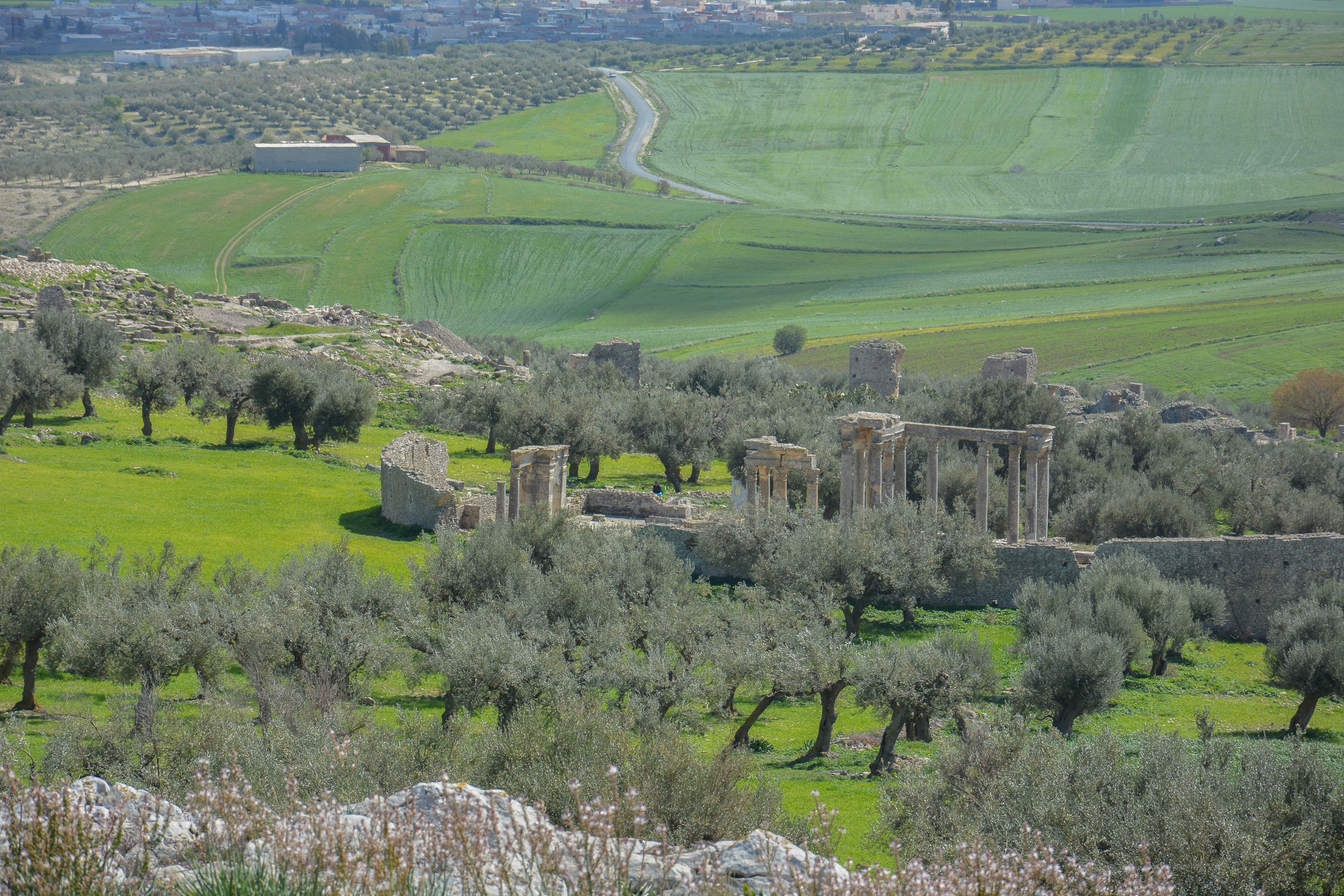
Landschaft mit Juno-Caelestis-Tempel im Olivenhain und der modernen Siedlung im Tal (oberer Bildrand) im Frühjahr 2016

Dougga (Dougga Nouvelle; aus Zentralatlas-Tamazight ⵜⵓⴳⴳⴰ Tugga, arabisch دقة, DMG Duqa) ist ein Ort im tunesischen Gouvernement Beja südlich der Stadt Téboursouk. Er liegt 520 bis 600 m über dem Meeresspiegel.
Das arabische Dougga ist die direkte Nachfolgesiedlung der numidisch-römischen Stadt Thugga. Bis in die erste Hälfte des 20. Jahrhunderts lag das moderne Dorf im Gebiet der antiken Stadt. Im Rahmen der archäologischen Ausgrabungen wurden die Einwohner Douggas dann aber schrittweise in das Tal des Oued Khalled umgesiedelt, wo einige Kilometer östlich der antiken Stadt an der Straße von Téboursouk nach Le Kef eine neue Siedlung entstand.
In einer Landschaft aus Wiesen und Olivenhainen am Rande der Monts Teboursouk gelegen befindet sich in der Nähe der antiken Stadt auch die heute noch genutzte Quelle Aïn Mizeh. Der Ort besitzt eine Moschee, ein Hamam, zwei Cafés, einige kleine Läden und eine Sanitätsstation.

## Antike Ruinenstadt

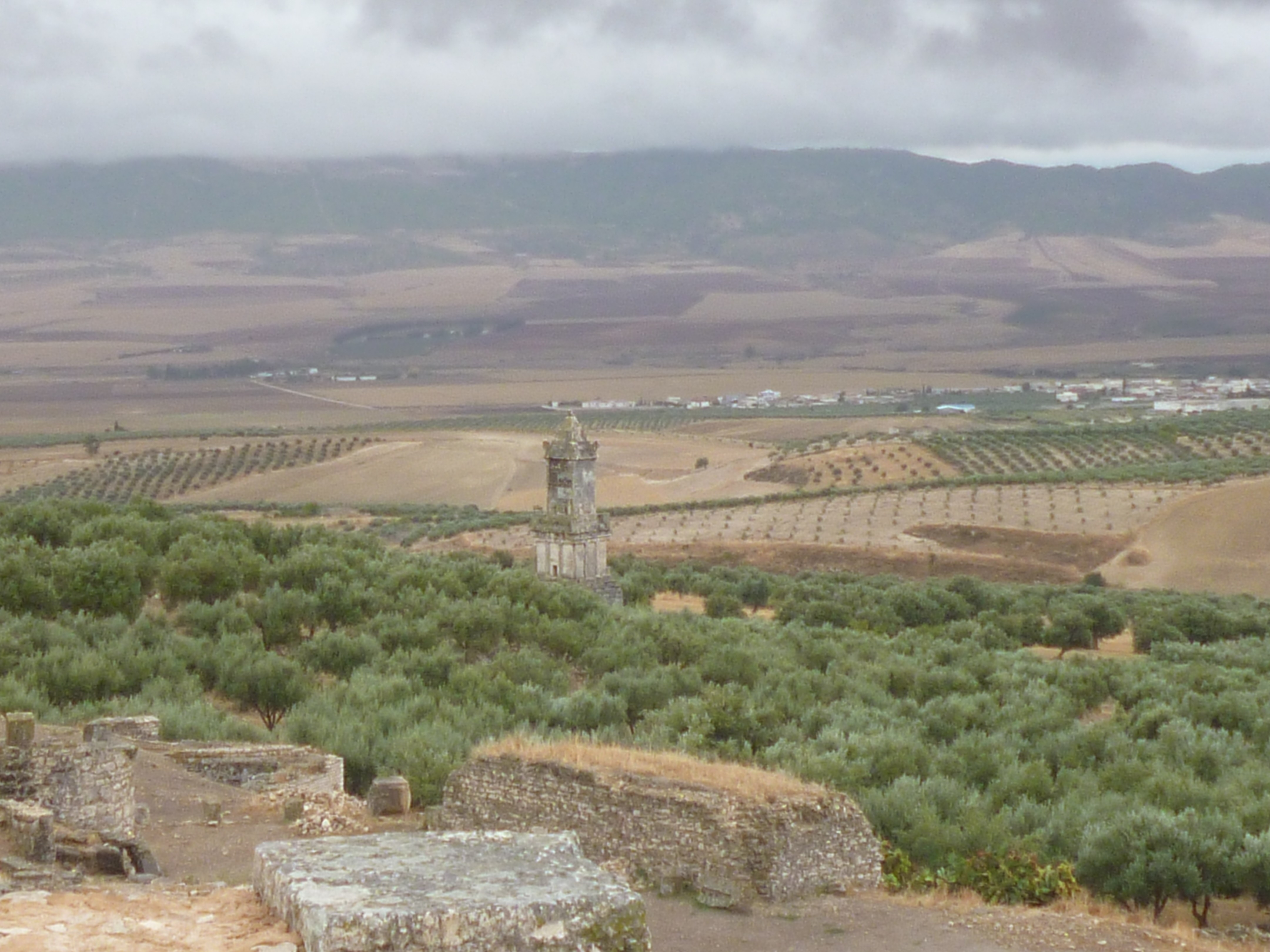
Punisches Mausoleum bei Dougga mit Landschaft (2013)

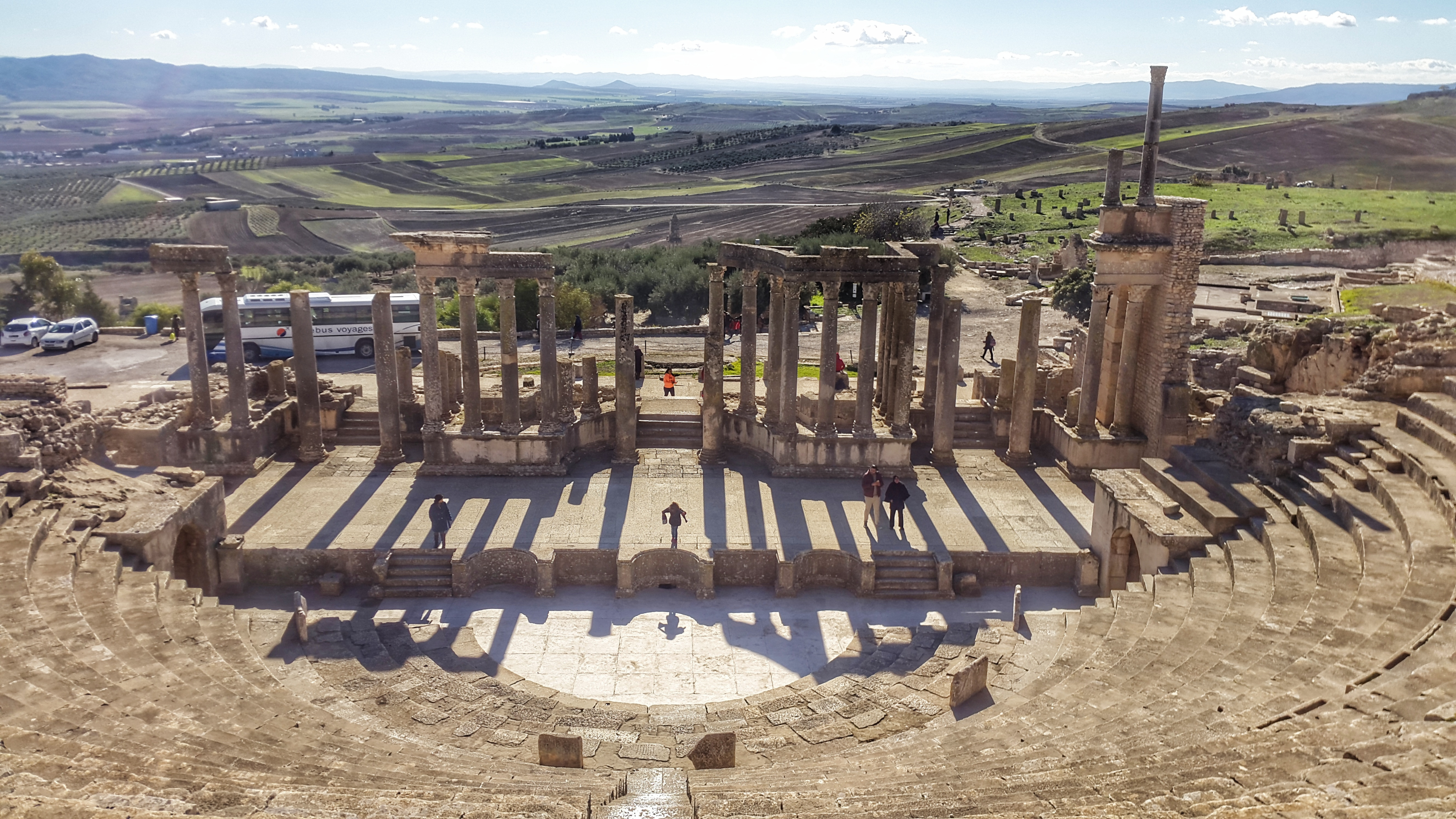
Das römische Theater (2017)

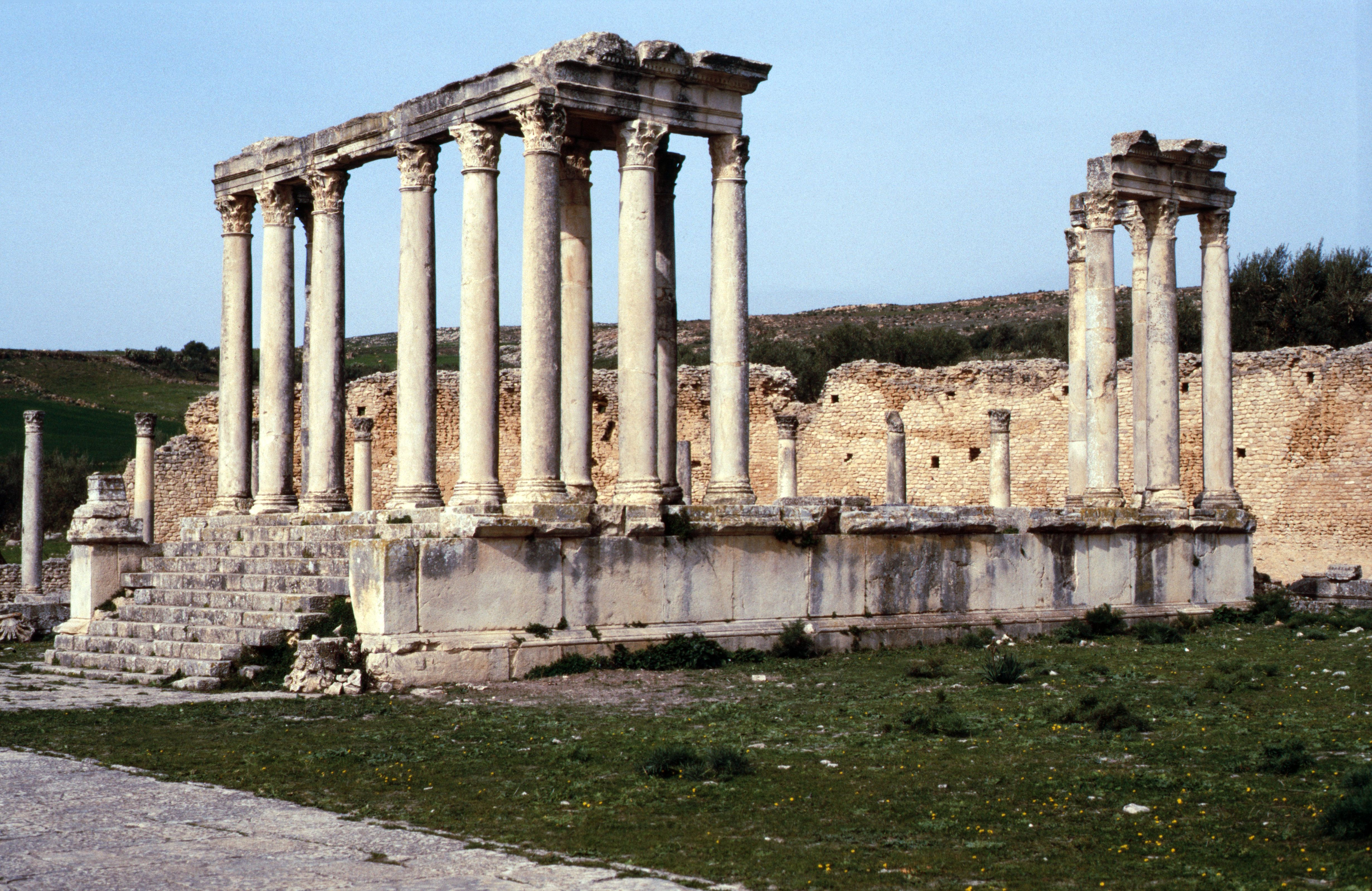
Tempel der Juno Caelestis

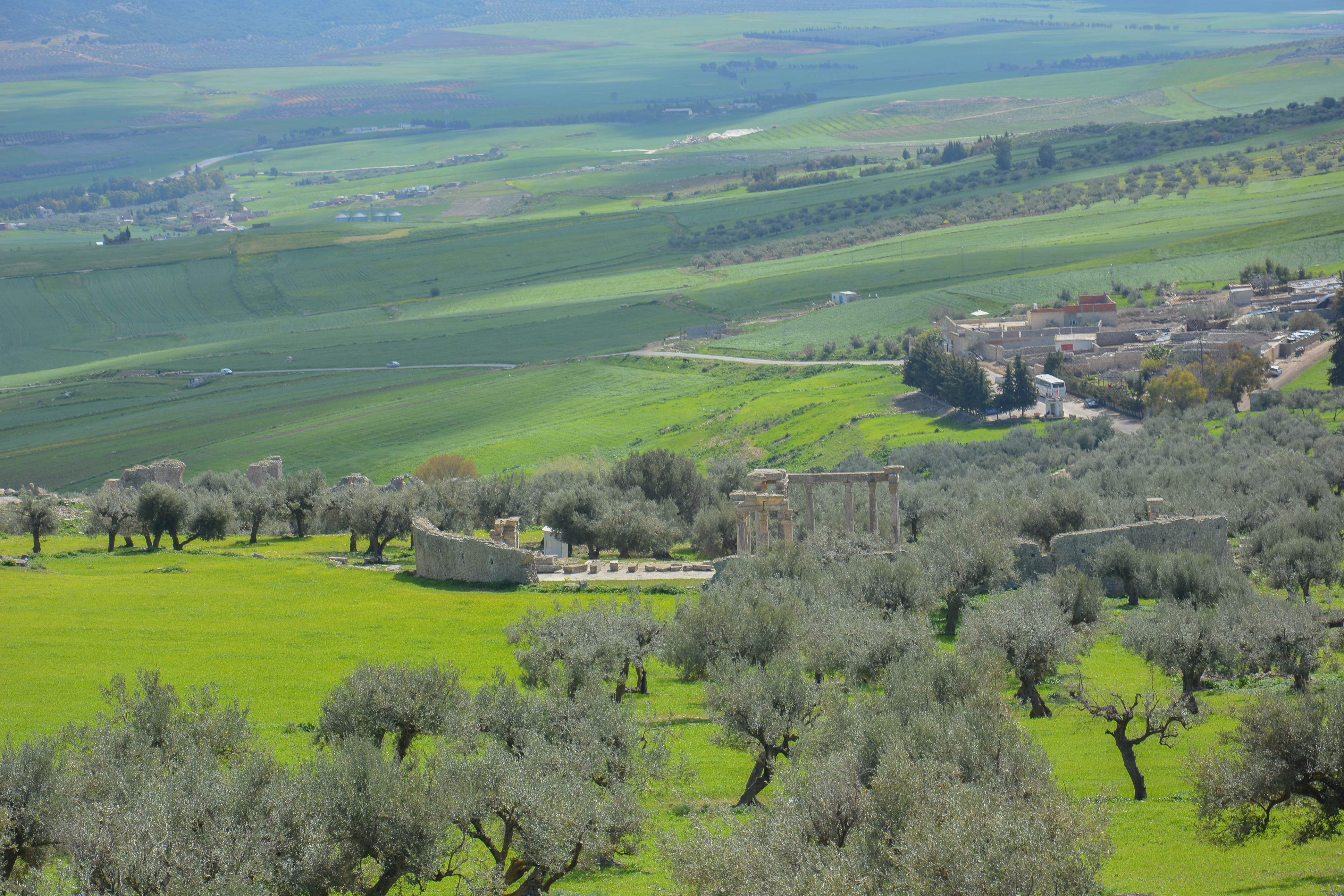
Landwirtschaftliche Gehöfte südöstlich der Ruinen (März 2016)

Das heutige Dougga ist vor allem durch die Ruinen der antiken Stadt Thugga, die schon im 4. Jahrhundert v. Chr. von den Numidern gegründet wurde, bekannt.
Seit 1997 ist ein 25 Hektar großes Gelände mit Ruinen von Thugga zum Weltkulturerbe erklärt. Das römische Theater bot in einem Halbrund 2.500 Sitzplätze. Vom Platz der Windrose geht es zum Markt, zum Kapitol und den Thermen. Gut erhalten ist der Alexander-Severus-Bogen. Ruinen einer Kirche geben Zeugnis von der frühen Verbreitung des Christentums.
Die Comedie Francaise führt regelmäßig griechische Dramen im Theater von Dougga auf.